# Senično
Senično este o localitate din comuna Tržič, Slovenia, cu o populație de 288 de locuitori.